# Masashi Yanagisawa

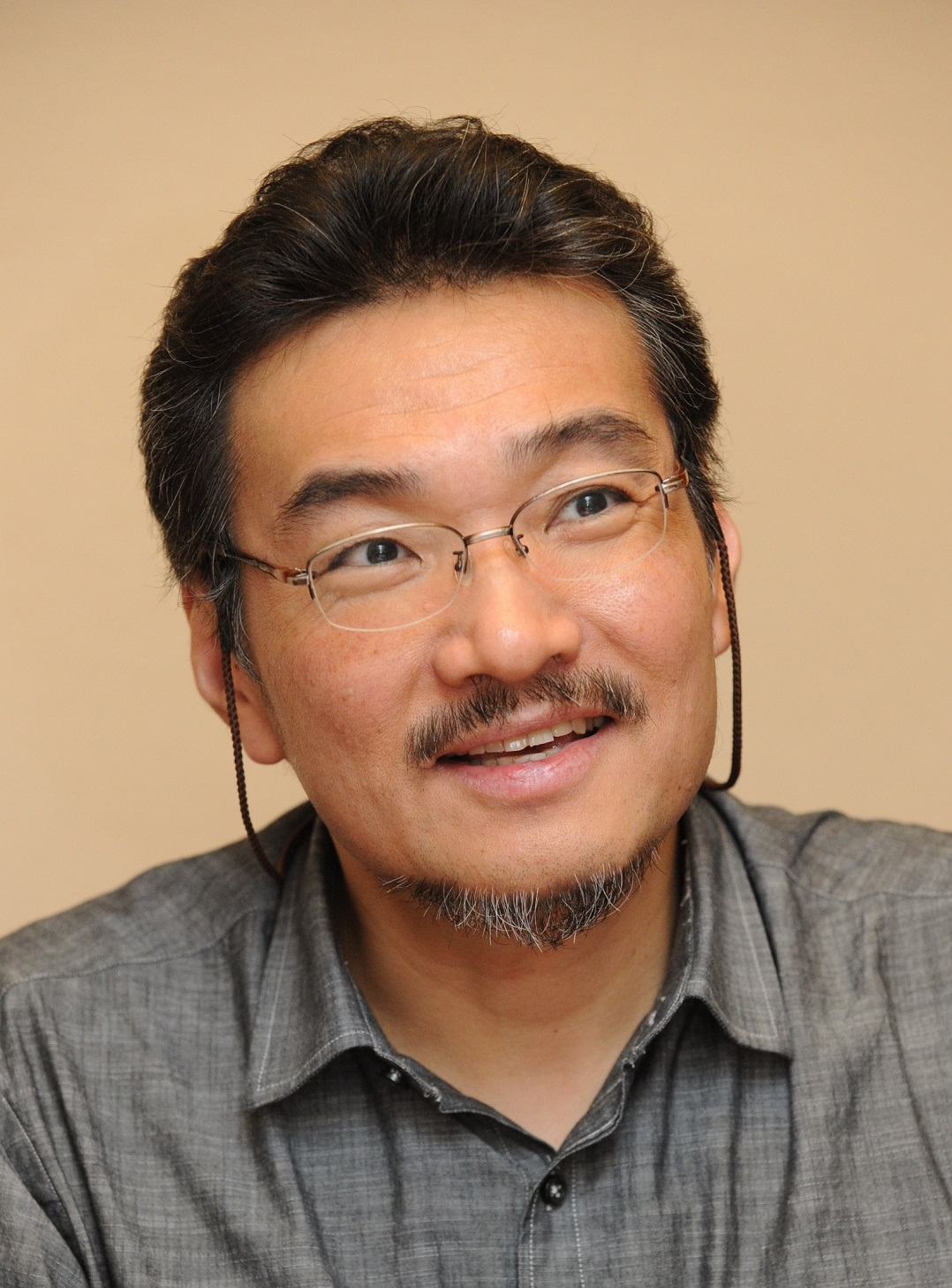
Masashi Yanagisawa (2019)

Masashi Yanagisawa (japonés: 柳沢正史; Tokio, 25 de mayo de 1960) es un investigador del sueño japonés - estadounidense (biología molecular y neurofisiología) en la Universidad de Tsukuba. Allí es director del Instituto Internacional de Medicina Integrativa del Sueño.

## Vida y obra
Yanagisawa se licenció en Medicina en la Universidad de Tsukuba en 1985 y se doctoró en 1988, antes de recibir también su primera cátedra de farmacología en esta universidad en 1989. En 1991, se trasladó al Centro Médico Southwestern de la Universidad de Texas (UTSW) en Dallas (Texas) como catedrático de Genética Molecular. De 2001 a 2007, dirigió el Proyecto Yanagisawa de Receptores Huérfanos (JST/ERATO). Desde 2010, Yanagisawa ha vuelto a la Universidad de Tsukuba, pero sigue siendo profesor visitante (adjunto) en la UTSW. De 1991 a 2014, Yanagisawa también realizó investigaciones para el Instituto Médico Howard Hughes (HHMI).
Yanagisawa contribuyó notablemente a dilucidar diversos procesos fundamentales de la regulación corporal. Descubrió el potente vasoconstrictor endotelina (1988), los receptores de endotelina, la enzima convertidora de endotelina y, durante la búsqueda sistemática de ligandos de receptores "huérfanos" acoplados a proteínas G, la orexina (2002). La orexina desempeña un papel importante en la regulación del comportamiento del sueño. El descubrimiento de Yanagisawa de que la pérdida de una pequeña población de neuronas productoras de orexina, causada por una enfermedad autoinmune, conduce al cuadro clínico de la narcolepsia, abrió el camino a nuevas terapias para este raro trastorno.
Según Google Scholar, Yanagisawa tiene un índice h de 145, según la base de datos Scopus uno de 125  (ambos a diciembre de 2022).

## Premios (selección)
- 1997 Premio Pasarow de investigación cardiovascular
- 1998 Premio John J. Abel
- 2003 Miembro de la Academia Nacional de Ciencias
- Medalla de Honor 2016 con la Cinta Púrpura
- Premio Asahi 2017
- Premio Keio de Ciencias Médicas 2018
- 2019 Persona de especial mérito cultural
- 2022 Doctorado honoris causa por la Universidad de Berna
- Premio Breakthrough 2023 en Ciencias de la Vida